# متلازمة كونس
تُعرَّف متلازمة كونس بأنها متلازمة الشريان التاجي الحادة، وأعراضها هي: ألم صدري مرتبط بانخفاض تدفق الدم إلى القلب، وهي ناتجة عن رد فعل تحسسي أو رد فعل مناعي قوي تجاه أحد الأدوية أو مواد أخرى. تعد هذه المتلازمة نادرة وسُجّل حدوثها عند 130 من الذكور و45 من الإناث، أُعيد تدقيق هذه الحالات في عام 2017، إذ اشتُبه في أن الاضطراب مهمل بشكل شائع وبالتالي أصبح أكثر انتشارًا. يؤدي تنشيط الخلايا البدينة وإطلاق السيتوكينات الالتهابية بالإضافة إلى العوامل الالتهابية الأخرى إلى تشنج الشرايين في عضلة القلب أو تحرر اللويحات وإغلاق واحد أو أكثر من هذه الشرايين.
يجب تفريق متلازمة كونس تشخيصيًا عن تشنجات وأعراض الشريان التاجي الأخرى، وهي: المتلازمة غير التحسسية (الأكثر شيوعًا) وذبحة برنزميتال والتهاب عضلة القلب اليوزيني.

## علم الوبائيات
بعد دراسة العديد من الحالات، لوحظ انتشار متلازمة كونس في الكثير من الأعراق والمناطق الجغرافية المختلفة. لكن عُثر على معظم الحالات في جنوب أوروبا بما في ذلك تركيا واليونان وإيطاليا وإسبانيا. وكانت الإصابات ممتدة بين الأطفال وكبار السن، متضمنة الأعمار من 2 إلى 90 سنة. تشمل الأمراض المرافقة الشائعة فرط شحوم الدم والسكري وارتفاع ضغط الدم وردود الفعل التحسسية السابقة لعامل مؤهب. يصعب تحديد الانتشار الدقيق نظرًا لأن هذه المتلازمة قد لا تُشخَّص. وهناك احتمال لوجود تفاعلات جينية مع البيئة، إذ أفادت إحدى الدراسات أن جميع المرضى الذين قُبلوا وقُيموا في قسم الطوارئ لديهم طفرة متغايرة الزيجوت E148Q.

## علم المسببات
اكُتشف العديد من الأسباب التي تسرع حدوث هذه المتلازمة بما في ذلك الأدوية والحالات الصحية المختلفة والتغذية والتعرض البيئي. يمكن لأي من هذه العوامل المسببة لإنتاج الأجسام الضدية IgE أن تساهم في هذه المتلازمة. تشمل الأدوية التي عثر عليها سابقًا: المسكنات، مثل الأسبرين والديبيرون، والمخدرات، والمضادات الحيوية المتعددة، ومضادات التخثر، مثل الهيبارين والليبيرودين، والعلاج المضاد للصفيحات الدموية (كلوبيدوغريل)، وعلاجات الأورام، والغلوكوكورتيكويد، والأدوية المضادة للالتهابات، ومثبطات مضخة البروتون ومطهرات الجلد. بالإضافة إلى ذلك، فإن مشابهات الودي، وموسعات الحجم، ومضادات الفطريات، ومضادات الفيروسات، وموانع الحمل الفموية يمكن أن تؤدي أيضًا إلى حدوث هذه المتلازمة. تشمل الأدوية الشائعة الأخرى المحددة: الوبيورينول، إنالابريل، لوسارتان، الأنسولين وغيرها الكثير. وقد وجد أن التعرض البيئي لنبات اللبلاب السام والعشب واللاتكس والنيكوتين يساهم في حدوثها أيضًا، بالإضافة إلى لدغات كل من العناكب والثعابين والعقارب وقنديل البحر. يمكن أن توؤدي ردود الفعل تجاه الأطعمة المختلفة التي تسبب الحساسية والالتهابات إلى متلازمة الشريان التاجي الحادة.

## الأعراض والعلامات
متلازمة الشريان التاجي الحادة التحسسية، هي متلازمة تحتوي على مكونين، أحدهما هو جهاز المناعة الذي يؤدي إلى فرط الحساسية والتفاعل التأقي. أما المكون الثاني فهو عبارة عن علامات وأعراض قلبية. عادة ما ترتبط متلازمة الشريان التاجي الحادة عادة بألم صدري، مع انتشار الألم إلى الرقبة أو الذراع الأيسر وغالبًا ما يرتبط بالشحوب والعرق والغثيان وضيق التنفس. تشمل العلامات القلبية عند الفحص أيضًا برودة الأطراف، أو بطء القلب، أو لانظميات قلبية، أو انخفاض ضغط الدم، أو السكتة القلبية، أو الموت المفاجئ. يمكن أن يختلف رد الفعل التحسسي من رد فعل خفيف وموضعي إلى رد فعل منتشر ومهدد للحياة. في متلازمة الشريان التاجي الحادة التحسسية قد يكون هناك أيضًا أعراض محددة متعلقة برد الفعل التحسسي الأساسي، مثل تورم الوجه واللسان، الوزيز، الشري، وربما انخفاض شديد في ضغط الدم (الصدمة التأقية). بالإضافة إلى النعاس والإغماء وآلام البطن والإسهال والقيء والوذمة الرئوية الحادة.
يمكن أيضًا رؤية احتشاء العضلة القلبية وفشل القلب الحاد والموت القلبي المفاجئ. وصلنا إلى نتيجة أن متلازمة كونس يمكن أن يعبر عنها رد فعل تحسسي صامت، إذ ترافقت نسبة تصل إلى 13% من الوفيات القلبية المفاجئة عند البالغين مع وجود تحلل في الخلايا البدينة.

## الفيزيولوجيا المرضية
تطلق الخلايا البدينة كرد فعل تحسسي مواد التهابية، مثل: الهيستامين والببتيداز والإيكوزانويد وعامل منشط للصفيحات الدموية ومجموعة متنوعة من السيتوكينات والكيموكينات. يمكن لهذه العوامل أن تسرع من حدوث تشنج في الشريان التاجي وتسريع تمزق اللويحات العصيدية للشرايين التاجية، وهذا يؤدي إلى نقص التروية التاجية ويسبب أعراضًا لا يمكن تمييزها عن الذبحة الصدرية غير المستقرة.

## التشخيص
غالبًا ما تكون متلازمة كونس مهملة وغائبة عن التشخيص، لذلك فإن فهم الآلية الإمراضية والأعراض السريرية مع وجود شك بها هو أمر ضروري. من المهم التركيز على المدة الزمنية بين التعرض للمؤهبات وظهور الأعراض. كانت المدة في أغلب الحالات أقل من ساعة واحدة بينما استغرق البعض 6 ساعات. هناك حاجة إلى إجراء الأشعة السينية للصدر وتخطيط صدى القلب، وتصوير الأوعية في حالة اشتبهنا بوجود نقص تروية العضلة القلبية.
يجب تشخيص المرضى الذين يعانون من تفاعلات حساسية جهازية مرتبطة بالنتائج السريرية، في كل من تخطيط القلب الكهربائي وتصوير الأوعية الدموية وتخطيط صدى القلب، على أنهم مصابون بمتلازمة كونس. يمكن أن تكون التغييرات على تخطيط القلب الكهربائي متوافقة مع الاحتشاء أو نقص التروية، بطء القلب أو اللانظميات القلبية، الرجفان الأذيني، الرجفان البطيني، تطاول موجات (كيو إر إس) و(كيو تي)، ونتائج مشابهة للانسمام بالديجوكسين. يساعد تخطيط القلب في تشخيص تصلب الشرايين.

## التدابير
قد تكون معالجة هؤلاء المرضى صعبة بالنسبة للأطباء. على الرغم من أن حاصرات بيتا يمكن أن تكون مفيدة في متلازمة الشريان التاجي الحادة، إلا أن متلازمة كونس مضاد استطباب لها. في متلازمة الشريان التاجي التحسسية، يمكن أن يؤدي حصار مستقبلات بيتا أثناء إعطاء الإبينفرين (وهو أساس علاج الحساسية المفرطة) إلى نشاط غير متناسق لمستقبلات ألفا الأدرينالية ما يؤدي إلى تفاقم تشنج الشريان التاجي. كما أن المواد الأفيونية الموصوفة لتخفيف الألم الصدري قد تؤدي إلى تحلل الخلايا البدينة بشكل هائل ما يؤدي بدوره إلى تفاقم الحساسية المفرطة، وينبغي أن تعطى بعناية عند هؤلاء المرضى.

## التاريخ
في حين أن هناك العديد من التقارير القديمة التي تربط سريريًا الحساسية والقلب بأسماء مثل التفاعلات القلبية المورفولوجية، والتهاب القلب الحاد أو الآفات ذات الخصائص الأساسية لالتهاب القلب الروماتيزمي، يُنسب أول وصف كامل لمتلازمة الشريان التاجي الحادة الناتجة عن الحساسية إلى طبيب القلب اليوناني نيكولاس كونيس، الذي تحدث في عام 1991 عن الدور المحتمل للحساسية في حالات تشنج الشريان التاجي. لاحقًا لاحظ الطبيب يوغين براونوالد انسداد الشريان التاجي الناجم عن الحساسية بوساطة هذه التشنجات. صُنفت متلازمة كونس إلى ثلاثة أصناف واستنتجت دراسة أن النوع الأول كان الأكثر شيوعًا يليه النوع 2 و3 على التوالي.